# Вулиця Героїв Перекопу (Київ)
Ву́лиця Геро́їв Переко́пу — зникла вулиця, що існувала в Ленінградському районі (нині — територія Святошинського району) міста Києва, село Микільська Борщагівка. Проходила від вулиці Генерала Чибісова.

## Історія
Виникла в 1-й половині XX століття, мала назву вулиця Чапаєва. Назву вулиця Героїв Перекопу отримала 1974 року.
Ліквідована у 1980-х роках під час знесення старої забудови села Микільська Борщагівка та будівництва житлового масиву Південна Борщагівка.